# Prionotoma gestroi
Prionotoma gestroi là một loài bọ cánh cứng trong họ Cerambycidae.